# جواد الليل
مسلسل جواد الليل مأخوذ عن رواية «أحدب نوتردام» أنتج عام 1999.

## قصة العمل
يحكي قصة صراع القبح والجمال ونسج مجموعة من الأحداث تدور حول هذه المفاهيم، عثر في مدينة حلب وريفها على عدد كبير من المواقع التي تتمع بجمالية خاصة وتناسب الفترة التي يتحدث عنها في المسلسل وتتطلب العثور على مواقع حقيقية ومناسبة".
وتم التصوير بقلعة سمعان في قرية ست الروم وقرية مكلابيس، وهي قرية قديمة تعود للعهد الروماني وما زالت تحافظ على شكلها وطبيعتها حتى هذا اليوم. ومنطقة شيخ سليمان وهي أثرية وتعتبر كنزاً حضارياً عظيماً. وأخيراً في "كنيسة الشيباني" القديمة التي تقع وسط حلب القديمة وهي من الكنائس القديمة جداً وما زالت صامدة حتى الآن بكامل عظمة بنائها و"قدمت قصة حب مأساوية، قصة عن صراع الوهم والحقيقة، في عالم يبدو محكوماً بحقيقة يفرضها الأقوى والأوحش، ثمة رغبة بالانعتاق نحو الحب، وهي دعوة لتأمل ما وراء المظهر، والمسلسل فيه الكثير من الدلالات التي تخدم ذلك 

## طاقم العمل
- أيمن زيدان: (جواد)
- نورمان أسعد:(جميلة)
- سامر المصري
- زياد سعد
- أحمد رافع
- غسان مسعود
- سمير الحكيم
- نبال جزائري
- ضحى الدبس
- رنا أبيض